# Mohanad Jeahze
Mohanad Jeahze (arabiska:  مهند جعاز), född 10 april 1997 i Linköping, är en svensk-irakisk fotbollsspelare som spelar för Sarpsborg 08. Han har tidigare representerat Sveriges landslag i fotboll på U17- och U19-nivå.

## Karriär
I februari 2017 lånades Jeahze ut till Degerfors IF till och med den 15 juli 2017. I juli 2017 lånades Jeahze ut till Syrianska FC. I september 2017 bröts låneavtalet.
I december 2017 värvades Jeahze av IF Brommapojkarna, där han skrev på ett fyraårskontrakt. Den 9 januari 2019 värvades Jeahze av Mjällby AIF, där han skrev på ett tvåårskontrakt. Den 24 augusti 2020 skrev Jeahze på ett 3,5 år långt kontrakt med Hammarby IF.
Den 7 december 2022 värvades Jeahze av Major League Soccer-klubben DC United, där han skrev på ett treårskontrakt med option på ytterligare ett år.